# Halton (circonscription provinciale)
Pour les articles homonymes, voir Halton.
Circonscription électorale provinciale du Canada
Halton est une ancienne circonscription provinciale de l'Ontario représentée à l'Assemblée législative de l'Ontario de 1999 à 2018.

## Géographie
La circonscription était située à l'ouest de Toronto et au nord de Hamilton consistait de la ville de Milton et des parties nord de Burlington et d'Oakville.
Les circonscriptions limitrophes étaient Ancaster—Dundas—Flamborough—Westdale, Wellington—Halton Hills, Mississauga—Streetsville, Mississauga—Erindale, Oakville et Burlington.

## Historique
| Législature | Années    | Député | Député               | Parti                     |
| --- | --------- | ------ | -------------------- | ------------------------- |
| Halton |           |        |                      |                           |
| 37e | 1999–2003 |        | Ted Chudleigh        | Progressiste-conservateur |
| 38e | 2003–2007 |        | Ted Chudleigh        | Progressiste-conservateur |
| 39e | 2007–2011 |        | Ted Chudleigh        | Progressiste-conservateur |
| 40e | 2011–2014 |        | Ted Chudleigh        | Progressiste-conservateur |
| 41e | 2014–2018 |        | Indira Naidoo-Harris | Libéral                   |
| Circonscription dissoute parmi Milton, Oakville North—Burlington, Burlington, Mississauga—Streetsville et Mississauga—Erin Mills |           |        |                      |                           |

## Circonscription fédérale
Depuis les élections provinciales ontariennes du 4 octobre 2007, l'ensemble des circonscriptions provinciales et des circonscriptions fédérales sont identiques.